# Lakompak
Lakompak (németül: Lackenbach, horvátul Lakimpuh) mezőváros Ausztriában, Burgenland tartományban, a Felsőpulyai járásban.

## Fekvése
Felsőpulyától 15 km-re északnyugatra fekszik.

## Nevének eredete
Eredeti Lók neve a magyar ló főnévből származik.
Lakompak neve a német "Look am Bach" magyarításával jött létre.

## Története
A régészeti leletek tanúsága szerint területén egykor kelták, rómaiak, avarok éltek, majd a 10. században magyarok érkeztek erre a vidékre. A mai település első írásos említése 1222-ben "minor Louku" azaz Kislók néven történt, a 13. században a lánzséri váruradalomhoz tartozott. Plébánosát 1410 körül említik "Plebanus in Lakenpooh" alakban.
1425-től a település Alsó- és Felsőlókból állt. A lánzséri uradalomhoz tartozott. Várkastélyát 1548 és 1552 között egy korábbi vizivár helyén Erasmus Teuffl építtette. 1612-ben Esterházy Miklós lett a lánzséri uradalom birtokosa. 1620 szeptemberében határában döntő csatát vívtak Bethlen Gábor erdélyi fejedelem csapatai a császáriakkal, a fejedelem serege itt szenvedte el első vereségét, sőt kapitányuk, Tarródy Mátyás is elesett. A győztes Esterházy Miklós nádor 1622-ben síremléket állíttatott neki, amely ma is látható. 1708-ban kuruc csapatok ütöttek rajta a falun. 1809-ben várkastélyában francia csapatokat kellett elszállásolni.
1670–71-ben Bécsből elűzött nagy számú zsidó érkezett a településre. Egyike volt annak a hét várvidéki településnek, ahol önálló zsidó közigazgatás működött. 1869-ben 770 zsidó élt itt, ami az akkori lakosság 62 százalékát tette ki. 1934-re számuk 346-ra csökkent.  1938-ban az Anschlusst követően a lakompaki zsidókat Bécsbe szállították, zsinagógájukat 1942-ben felgyújtották. A zsidó temetőben ma több mint 1700 sírkő található.
Fényes Elek szerint „Lakenbach, Laktó v. Lákompaknak is neveztetik, német falu Sopron vmegyében, Sopronhoz nyugotra 2 mfld. 517 kath., 1200 zsidó lak., synagógával. A lakosság bir 162 hold szántóföldet, 87 h. rétet; az uraság birtokát nem adta be. Földje sovány. Birja h. Eszterházy Pál, kinek itt egy vára van, melly vár a kapu feletti felirás szerint 1618-ban épült, a maig is jó karban van. A vár keritésén kivül emelkedettebb helyen áll Tarródy Mátyás kurucz vezérnek siremléke.”
A trianoni békeszerződésig Sopron vármegye Soproni járásához tartozott. 1940-ben a németek az Esterházy birtokon cigánytábort létesítettek itt, ahol több ezer cigányt, többségben burgenlandi romákat tartottak fogva. 1943-ban a tábor lakóit részben az Auschwitzi koncentrációs táborba, részben Birkenauba szállították, ahol elpusztították őket. A tábort 1945 márciusában szabadította fel a szovjet munkás-paraszt Vörös Hadsereg.
1968-ban felépült a főiskola épülete. 1974 és 1982 között megépült a víz és csatornahálózat, új utcák létesültek. 1991-ben az iskolaépületet bővítették és átépítették. 1997-ben címert kapott a település.

## Népessége
1910-ben 1668, többségben német lakosa volt, jelentős magyar kisebbséggel.

## Neves személyek
- Itt született 1641-ben Esterházy Orsolya grófnő.
- Itt született 1811-ben Feitel Mór író, tisztiorvos.
- Itt született 1815-ben Rózsay József zsidó származású magyar orvos, gerontológus, a Magyar Tudományos Akadémia levelező tagja (1864).
- Itt született 1844-ben Bún Samu izraelita polgári és középkereskedelmi iskolai igazgató-tanár.
- Itt született 1913-ban Kálmán Béla nyelvész, egyetemi tanár, az MTA rendes tagja.
- Itt szolgált Buchner Chaim (?–1684) rabbi.
- Innen származott Schey Fülöp (1798-1881) egy osztrák-magyar nemes, nagykereskedő, Kőszeg és a kőszegi szegények legnagyobb mecénása.

## Nevezetességei
- Szent Péter és Pál tiszteletére szentelt római katolikus plébániatemploma 1962-ben épült. A főoltáron álló feszület a 18. századból származó barokk alkotás.
- Esterházy-kastélya az egykori vízivár helyén 1548 és 1552 közt épült reneszánsz stílusban. A kastély a reneszánsz építészet első példája volt ezen a vidéken. A kastélyt bástyák és vizesárok esősítette. Még a 16. század folyamán Dersffy Ferenc kezdte bővíteni, az építkezéseket 1618-ban már Esterházy Miklós fejezte be. 1650 körül felújították, Esterházy Miklós nádor pompás udvart tartott itt. 1806-ban a tűzvész után a kastély északnyugati szárnyát lebontották. A kastély leglátványosabb része az árkádos kastélyudvar, főkapuja felett az Esterházy és a Dersffy-címer és egy 18. századi Mária-szobor látható. Ma kastélymúzeum működik benne. Az udvar északnyugati oldalán látható a 18. századi magtárépület, délkeleti sarkában pedig a kastélykápolna.
- Tarródy-síremlék, egy faragott kőszarkofág, melyet Esterházy Miklós 1622-ben állíttatott a lakompaki csatában elesett Taródy Mátyásnak. Eredetileg a kapitány halálának helyén állt, de 1950 körül áthelyezték a Bahnstrasséra. Felirata a következő:

"Hic jacet dux bellicus sepultus
In pugna ad Lakompak occisus
Principis Bethlehem Primarius
Nomine Mathias Tarodius
Dum Nicolaus Esterazius
Ad obsidione liberatus
Fit victor, a Dampero adjutus
Anno MDCXXIII."
- A Szent Antal-oszlopot a 17. században állították, a rajta álló szobor újabb keletű munka.
- A kastély bejáratánál álló Mária-oszlop szintén 17. századi alkotás.
- A Szentháromság-oszlop a 18. században készült.
- A Szent Flórián-oszlop 18. századi munka.
- Zsidó temetőjében több mint 1700 sírkő áll, köztük Arthur Schnitzler osztrák drámaíró nagyapjának Markus Mordechai Scheynek a sírköve is.

## Képgaléria

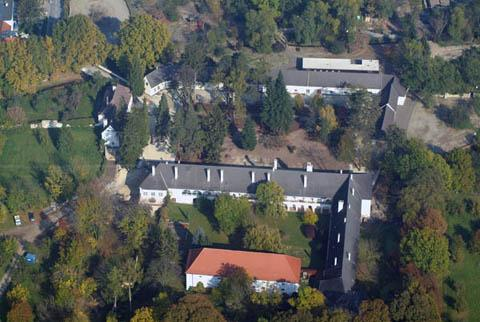
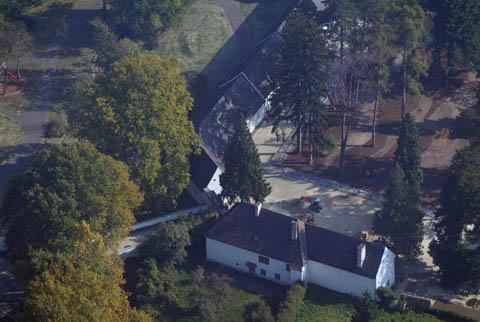
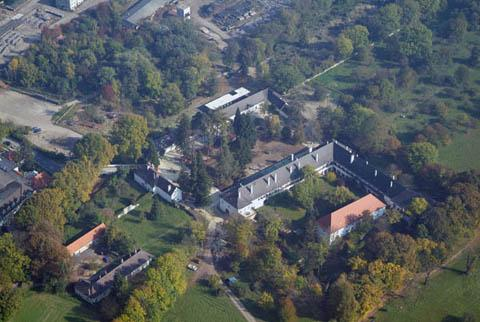
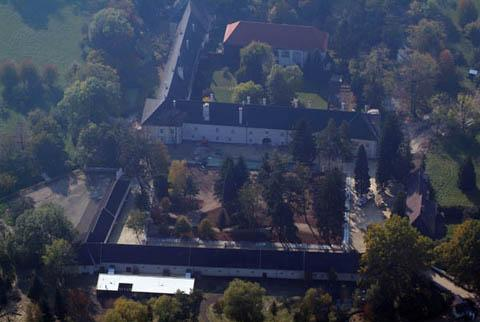